# كأس بلجيكا 2017–18
كأس بلجيكا 2017–18 (بالفرنسية: Coupe de Belgique de football 2017-2018)‏ هو الموسم 63 من كأس بلجيكا. أقيم خلال الفترة 28 يوليو 2017 وحتى 17 مارس 2018، وأشرف على تنظيمه الاتحاد الملكي البلجيكي لكرة القدم، وكان عدد الأندية المشاركة فيه 32، وفاز فيه ستاندارد لييج.